# 永谷晴子
永谷 晴子 （ながたに はるこ、1909年4月9日 - 2003年2月13日）とは、日本の社会活動家、実業家、著作家、フェミニストである。日本の生活協同組合（生協）の発展に大きな貢献を行った人物。灘神戸生活協同組合常務理事、日本生活協同組合連合会（日生協）理事を歴任した。
夫は陸上選手で満鉄社員消費組合（満消）職員の永谷寿一、娘の正子は加藤栄一（行政学者）の妻、加藤百合（比較文学者）は孫。

## 生涯
東京出身、秋田の秋田女子師範学校卒業。夫の永谷寿一と共に一時、満州へ。1940年ごろから神戸市に居住し、羽仁もと子の雑誌「婦人之友」の愛読者たちが作った女性が主体の共同体「全国友の会」に関わる。終戦後、1947年には灘生活協同組合の職員となり、1962年から1984年まで常務理事を務めた。
灘生活協同組合や神戸消費組合では1920年代より「家庭会」が行われていた。家庭会の中では主婦たちが裁縫の手順や食べ物の保存の仕方を学びあったり、社会や経済の動きの講話会を開催するなどしていた。永谷は戦後初期の灘生協の家族会の中心人物の1人として活動を行った。1950年には家事代行サービスのグループ ｢四ツ葉会｣ や経済的な自立を目指す女性たちが結成した「婦人共栄会」の立ち上げを主導した。また協同炊事、自作紙芝居作りの普及、家計簿のつけ方の講習会や家計グループの組織化にも尽力した。永谷の活動は友の会の影響も強かったという。「家庭会」の活動は現在のコープこうべの組合員活動（通称「くみかつ」）や「コープくらしの助け合いの会」にも受け継がれている。
灘神戸生協のみならず、日生協でも理事や婦人活動協議会委員として生協の組織化や女性の社会進出に大きく貢献した。1986年に理事を引退してからは、在野の生活研究者として活動した。1987年、勲四等瑞宝章。2003年、神戸市内の老人ホーム「愛の園」で療養中に死去、享年93歳だった。告別式は日本基督教団東神戸教会で行われた。新聞の訃報欄には ｢生協の基盤を支える主婦組合員の組織活動を全国レベルで育成した｣ や「戦後、生活者の暮らしの向上のために全国レベルで生活指導の輪を広げるとともに、生協での婦人活動の指導者として貢献した」と評された。

## 著書
- 永谷晴子『夢たわわに－生協思想を生きたおんなの半生』（現在人物書院、1987年。ISBN 9784915112270）